# Diskografie Status Quo
Toto je diskografie britské rockové skupiny Status Quo.

## Studiová alba
| Rok  | Název                                                                                              | Umístění | Umístění | Umístění | Umístění | Umístění | Umístění | Umístění | Umístění | Umístění | Umístění |
| Rok  | Název                                                                                              | UK       | AUT      | CHE      | GER      | NLD      | NOR      | SWE      | FRA      | AU       | NZ       |
| ---- | -------------------------------------------------------------------------------------------------- | -------- | -------- | -------- | -------- | -------- | -------- | -------- | -------- | -------- | -------- |
| 1968 | Picturesque Matchstickable Messages from the Status Quo - Vydavatelství: PYE Records - Formáty: LP | —        | —        | —        | 8        | —        | —        | —        | —        | —        | —        |
| 1969 | Spare Parts - Vydavatelství: PYE Records - Formáty: LP                                             | —        | —        | —        | —        | —        | —        | —        | —        | —        | —        |
| 1970 | Ma Kelly's Greasy Spoon - Vydavatelství: PYE Records - Formáty: LP                                 | —        | —        | —        | —        | —        | —        | —        | —        | —        | —        |
| 1971 | Dog of Two Head - Vydavatelství: PYE Records - Formáty: LP                                         | —        | —        | —        | —        | —        | —        | —        | —        | —        | —        |
| 1972 | Piledriver - Vydavatelství: Vertigo - Formáty: LP, 8-track, audiokazeta                            | 5        | —        | 12       | 31       | —        | 23       | 10       | —        | 16       | —        |
| 1973 | Hello! - Vydavatelství: Vertigo - Formáty: LP, 8-track, audiokazeta                                | 1        | 7        | 6        | 37       | 12       | 6        | 5        | 35       | 25       | 38       |
| 1974 | Quo - Vydavatelství: Vertigo - Formáty: LP, 8-track, audiokazeta                                   | 2        | 10       | 12       | 21       | 14       | 6        | 8        | 20       | 17       | 25       |
| 1975 | On the Level - Vydavatelství: Vertigo - Formáty: LP, 8-track, audiokazeta                          | 1        | 4        | 1        | 11       | 2        | 4        | 3        | 1        | 2        | 12       |
| 1976 | Blue for You - Vydavatelství: Vertigo - Formáty: LP, 8-track, audiokazeta                          | 1        | 3        | 1        | 15       | 1        | 2        | 3        | 4        | 3        | 8        |
| 1977 | Rockin' All Over the World - Vydavatelství: Vertigo - Formáty: LP, 8-track, audiokazeta            | 5        | 24       | 5        | 7        | 10       | 16       | 19       | 8        | 19       | 20       |
| 1978 | If You Can't Stand the Heat - Vydavatelství: Vertigo - Formáty: LP, 8-track, audiokazeta           | 3        | 20       | 8        | 11       | 14       | 18       | 15       | 20       | 18       | 21       |
| 1979 | Whatever You Want - Vydavatelství: Vertigo - Formáty: LP, audiokazeta                              | 3        | 16       | 5        | 9        | 8        | 21       | 18       | 9        | 12       | 40       |
| 1980 | Just Supposin' - Vydavatelství: Vertigo - Formáty: LP, audiokazeta                                 | 4        | 6        | 3        | 14       | 9        | 22       | 26       | 10       | 34       | —        |
| 1981 | Never Too Late - Vydavatelství: Vertigo - Formáty: LP, audiokazeta                                 | 2        | 9        | 5        | 12       | 17       | 12       | 14       | 20       | 44       | —        |
| 1982 | 1+9+8+2 - Vydavatelství: Vertigo - Formáty: LP, audiokazeta                                        | 1        | 16       | 5        | 29       | 5        | 7        | 21       | 27       | —        | —        |
| 1983 | Back to Back - Vydavatelství: Vertigo - Formáty: LP, audiokazeta                                   | 9        | 25       | 20       | 60       | —        | 18       | 38       | 56       | —        | —        |
| 1986 | In The Army Now - Vydavatelství: Vertigo - Formáty: LP, audiokazeta, CD                            | 7        | 12       | 1        | 14       | 45       | 6        | 12       | 16       | —        | —        |
| 1988 | Ain't Complaining - Vydavatelství: Vertigo - Formáty: LP, audiokazeta, CD                          | 12       | 11       | 5        | 33       | 54       | 13       | 19       | 67       | —        | 15       |
| 1989 | Perfect Remedy - Vydavatelství: Vertigo - Formáty: LP, audiokazeta, CD                             | 49       | —        | 26       | —        | —        | —        | 40       | —        | —        | —        |
| 1991 | Rock 'Til You Drop - Vydavatelství: Vertigo - Formáty: CD, LP, audiokazeta                         | 10       | 26       | 18       | —        | —        | 16       | 22       | —        | —        | 39       |
| 1994 | Thirsty Work - Vydavatelství: Polydor - Formáty: CD, audiokazeta, LP                               | 13       | —        | 10       | 72       | 87       | 20       | 6        | 94       | —        | —        |
| 1996 | Don't Stop - Vydavatelství: Polygram - Formáty: CD, audiokazeta                                    | 2        | —        | 28       | 42       | 88       | 12       | 14       | 21       | —        | —        |
| 1999 | Under the Influence - Vydavatelství: Eagle Records - Formáty: CD, audiokazeta                      | 26       | —        | 28       | 56       | 81       | —        | —        | 76       | —        | —        |
| 2000 | Famous in the Last Century - Vydavatelství: Universal Music - Formáty: CD, audiokazeta             | 19       | —        | 56       | 46       | —        | 2        | 20       | —        | —        | —        |
| 2002 | Heavy Traffic - Vydavatelství: Universal Music - Formáty: CD                                       | 15       | —        | 21       | 35       | 75       | —        | 30       | —        | 48       | —        |
| 2003 | Riffs - Vydavatelství: Universal Music - Formáty: CD                                               | 34       | —        | —        | —        | —        | —        | —        | —        | —        | —        |
| 2005 | The Party Ain't Over Yet - Vydavatelství: Sanctuary Records - Formáty: CD                          | 18       | —        | 21       | 19       | 65       | —        | 17       | 184      | —        | —        |
| 2007 | In Search of the Fourth Chord - Vydavatelství: Fourth Chord Records - Formáty: CD, LP              | 15       | —        | 18       | 22       | 71       | —        | 13       | —        | —        | —        |
| 2011 | Quid Pro Quo - Vydavatelství: earMusic - Formáty: CD, LP                                           | 10       | 26       | 8        | 13       | 32       | —        | 32       | 157      | —        | —        |
| 2013 | Bula Quo! - Vydavatelství: Fourth Chord Records - Formáty: CD, LP                                  | 10       | 27       | 13       | 17       | 41       | —        | 27       | 121      | —        | —        |
| 2014 | Aqoustic (Strriped Bare) - Vydavatelství: Fourth Chord Records - Formáty: CD, LP                   | 5        | 33       | 4        | 15       | 26       | —        | 48       | 183      | —        | —        |
| 2016 | Aquostic II: That's a Fact! - Vydavatelství: Fourth Chord Records - Formáty: CD, LP                | 7        | 37       | 13       | 26       | 50       | —        | —        | —        | —        | —        |
| 2019 | Backbone - Vydavatelství: earMusic - Formáty: CD, LP                                               | 6        | 23       | 2        | 6        | 28       | —        | 31       | 114      | 98       | —        |

## Kompilace
| Rok  | Název                                                                                                | Umístění | Umístění | Umístění | Umístění | Umístění | Umístění | Umístění | Umístění | Umístění | Umístění |
| Rok  | Název                                                                                                | UK       | AUT      | CHE      | GER      | NLD      | NOR      | SWE      | FRA      | AU       | NZ       |
| ---- | --- | -------- | -------- | -------- | -------- | -------- | -------- | -------- | -------- | -------- | -------- |
| 1969 | Status Quo-Tations - Vydavatelství: Marble Arch Records                                              | —        | —        | —        | —        | —        | —        | —        | —        | —        | —        |
| 1980 | 12 Gold Bars - Vydavatelství: Vertigo - Formáty: LP, audiokazeta                                     | 3        | 10       | 4        | 8        | 12       | 22       | 7        | 14       | 18       | 22       |
| 1982 | From the Makers Of... - Vydavatelství: Vertigo - Formáty: 3xLP                                       | 4        | —        | —        | —        | —        | —        | —        | —        | —        | —        |
| 1984 | 12 Gold Bars Vol. 2 - Vydavatelství: Vertigo - Formáty: LP, audiokazeta                              | 12       | —        | 8        | 53       | —        | —        | —        | —        | —        | —        |
| 1990 | Rocking All Over the Years - Vydavatelství: Vertigo - Formáty: 2xLP, CD, audiokazeta                 | 2        | 14       | 12       | 41       | 9        | 14       | 20       | 9        | 10       | 23       |
| 1997 | Whatever You Want - The Very Best of Status Quo - Vydavatelství: Polygram - Formáty: CD, audiokazeta | 13       | —        | 18       | —        | —        | —        | —        | 8        | —        | —        |
| 2004 | XS All Areas - The Greatest Hits - Vydavatelství: Universal Music - Formáty: CD                      | 16       | —        | —        | 33       | 16       | —        | 5        | 35       | —        | —        |
| 2008 | Pictures - 40 Years of Hits - Vydavatelství: Universal Music - Formáty: CD, USB                      | 8        | —        | —        | 29       | —        | —        | 2        | 112      | —        | —        |

## Koncertní alba
| Rok  | Název                                                                  | Umístění | Umístění | Umístění | Umístění | Umístění | Umístění | Umístění | Umístění | Umístění | Umístění |
| Rok  | Název                                                                  | UK       | AUT      | CHE      | GER      | NLD      | NOR      | SWE      | FRA      | AU       | NZ       |
| ---- | ---------------------------------------------------------------------- | -------- | -------- | -------- | -------- | -------- | -------- | -------- | -------- | -------- | -------- |
| 1977 | Live! - Vydavatelství: Vertigo - Formáty: LP, audiokazeta              | 3        | 20       | 2        | 3        | 8        | 4        | 9        | 10       | 4        | 5        |
| 1984 | Live at the N.E.C. - Vydavatelství: Vertigo - Formáty: LP, audiokazeta | 83       | —        | —        | —        | —        | —        | 45       | —        | —        | —        |
| 1992 | Live Alive Quo - Vydavatelství: Vertigo - Formáty: CD, audiokazeta, LP | 36       | —        | —        | —        | —        | —        | —        | —        | —        | —        |
| 2010 | Live at the BBC - Vydavatelství: Mercury - Formáty: CD                 | —        | —        | —        | —        | —        | —        | —        | —        | —        | —        |

## Singly
| Date               | Single                                                                                  | UK             | CHE            | NLD            | SWE            | AUT            | GER            | BEL            | NOR            | IRE            | USA            | AUS            | NZ             |
| ------------------ | --------------------------------------------------------------------------------------- | -------------- | -------------- | -------------- | -------------- | -------------- | -------------- | -------------- | -------------- | -------------- | -------------- | -------------- | -------------- |
| 1968               | "Pictures of Matchstick Men"                                                            | 7              | 5              | 4              | 7              | 18             | 7              | 8              | 6              | 7              | 12             | 16             | 7              |
| 1968               | "Black Veils of Melancholy"                                                             | -              | -              | 18             | -              | -              | 36             | -              | -              | -              | -              | -              | -              |
| 1968               | "Ice in the Sun"                                                                        | 8              | -              | 24             | -              | -              | 17             | 18             | 15             | 17             | 70             | 28             | 22             |
| 1968               | "Technicolour Dreams"                                                                   | vydání zrušeno | vydání zrušeno | vydání zrušeno | vydání zrušeno | vydání zrušeno | vydání zrušeno | vydání zrušeno | vydání zrušeno | vydání zrušeno | vydání zrušeno | vydání zrušeno | vydání zrušeno |
| 1969               | "Make Me Stay a Bit Longer"                                                             | -              | -              | -              | -              | -              | -              | -              | -              | -              | -              | -              |                |
| 1969               | "Are You Growing Tired of My Love"                                                      | 46             | -              | 46             | -              | -              | 33             | -              | -              | -              | -              | -              | -              |
| 1969               | "The Price of Love"                                                                     | -              | -              | -              | -              | -              | -              | -              | -              | -              | -              | -              | -              |
| 1970               | "Down the Dustpipe"                                                                     | 12             | -              | -              | -              | -              | -              | -              | -              | 11             | -              | -              | 10             |
| 1970               | "In My Chair"                                                                           | 21             | -              | -              | -              | -              | 38             | -              | -              | -              | -              | -              | -              |
| 1971               | "Tune to the Music"                                                                     | -              | -              | -              | -              | -              | -              | -              | -              | -              | -              | -              | -              |
| 1972               | "Paper Plane"                                                                           | 8              | -              | -              | 10             | -              | 42             | -              | 20             | -              | -              | -              | 20             |
| 1973               | "Mean Girl"                                                                             | 20             | -              | 14             | -              | -              | 40             | -              | 12             | -              | -              | -              | 21             |
| 1973               | "Gerdundula"                                                                            | -              | -              | -              | -              | -              | -              | -              | -              | -              | -              | -              | -              |
| 1973               | "Caroline"                                                                              | 5              | -              | -              | 5              | -              | 36             | 9              | 12             | 11             | -              | -              | -              |
| 1974               | "Break the Rules"                                                                       | 8              | -              | -              | -              | -              | 18             | 12             | 16             | -              | -              | -              | -              |
| 1974               | "Down Down"                                                                             | 1              | 2              | 1              | 3              | 14             | 7              | 1              | 8              | 2              | -              | 11             | -              |
| 1975               | "Roll Over Lay Down" (live)                                                             | 9              | -              | 2              | 20             | 6              | 15             | 5              | 7              | -              | -              | 2              | 25             |
| 1976               | "Rain"                                                                                  | 7              | 8              | 5              | 9              | -              | 27             | 10             | 12             | 14             | -              | -              | 8              |
| 1976               | "Mystery Song"                                                                          | 11             | -              | 15             | 13             | -              | -              | 21             | -              | -              | -              | -              | -              |
| 1976               | "Wild Side of Life"                                                                     | 9              | -              | 18             | 15             | -              | 15             | 22             | 19             | 12             | -              | 13             | -              |
| 1977               | "Rockin' All Over The World"                                                            | 3              | 3              | 11             | 3              | 22             | 7              | 8              | 4              | 1              | -              | 22             | 7              |
| 1977               | "Rockers Rollin'" / "Hold You Back" (Double A-Side; Released in certain countries only) | -              | -              | 6              | -              | -              | 30             | 15             | -              | -              | -              | -              | 20             |
| 1978               | "Again and Again"                                                                       | 13             | 8              | 9              | 10             | 18             | 18             | 20             | -              | 5              | -              | -              | -              |
| 1978               | "Accident Prone"                                                                        | 36             | -              | 10             | -              | -              | 19             | 15             | -              | -              | -              | -              | -              |
| 1979               | "Whatever You Want"                                                                     | 4              | 3              | 5              | 4              | 11             | 12             | 4              | 5              | 5              | -              | 24             | 18             |
| 1979               | "Living on an Island"                                                                   | 16             | -              | 25             | -              | -              | 38             | -              | -              | 12             | -              | -              | -              |
| 1980               | "What You're Proposing"                                                                 | 2              | 2              | 4              | 3              | 4              | 3              | 7              | 4              | 2              | -              | -              | 10             |
| 1980               | "Lies" / "Don't Drive My Car" (Double A-Side in the UK only)                            | 11             | -              | 24             | -              | 9              | 38             | 12             | -              | 10             | -              | -              | -              |
| 1981               | "Something 'Bout You Baby I Like"                                                       | 9              | 10             | 15             | -              | 12             | 45             | -              | 9              | 7              | -              | -              | -              |
| 1981               | "Rock 'n' Roll"                                                                         | 8              | -              | 20             | -              | -              | -              | -              | -              | 3              | -              | -              | -              |
| 1982               | "Dear John"                                                                             | 10             | -              | 24             | -              | 15             | -              | 18             | -              | 10             | -              | -              | -              |
| 1982               | "She Don't Fool Me"                                                                     | 36             | -              | -              | -              | -              | -              | -              | -              | -              | -              | -              | -              |
| 1982               | "Caroline" (live)                                                                       | 13             | -              | -              | -              | -              | -              | -              | -              | 12             | -              | -              | -              |
| 1983               | "Ol' Rag Blues"                                                                         | 9              | 17             | 20             | 18             | -              | 47             | 15             | 22             | 7              | -              | -              | -              |
| 1983               | "A Mess of Blues"                                                                       | 15             | -              | -              | -              | -              | -              | -              | -              | 12             | -              | -              | -              |
| 1983               | "Marguerita Time"                                                                       | 3              | 23             | 35             | -              | -              | 52             | -              | -              | 7              | -              | -              | -              |
| 1984               | "Going Down Town Tonight"                                                               | 20             | -              | -              | -              | -              | -              | -              | -              | 14             | -              | -              | -              |
| 1984               | "The Wanderer"                                                                          | 7              | 10             | 4              | 9              | 12             | 7              | 9              | 8              | 3              | -              | -              | -              |
| 1986               | "Rollin' Home"                                                                          | 9              | 10             | 43             | 9              | -              | -              | -              | 9              | 1              | -              | -              | -              |
| 1986               | "Red Sky"                                                                               | 19             | 29             | -              | -              | -              | -              | -              | -              | 5              | -              | -              | -              |
| 1986               | "In The Army Now"                                                                       | 2              | 1              | 15             | 6              | 1              | 1              | 5              | 2              | 1              | -              | -              | -              |
| 1986               | "Dreamin'"                                                                              | 15             | 17             | -              | 19             | -              | 20             | -              | 15             | 11             | -              | -              | -              |
| 1988               | "Ain't Complaining"                                                                     | 19             | 21             | -              | 10             | 5              | 39             | 20             | 15             | 8              | -              | -              | 13             |
| 1988               | "Who Gets the Love?"                                                                    | 34             | -              | -              | -              | -              | -              | -              | -              | 27             | -              | -              | -              |
| 1988               | "Running All Over the World"                                                            | 17             | -              | -              | -              | -              | 48             | -              | -              | 9              | -              | -              | -              |
| 1988               | "Burning Bridges (On and Off and On Again)"                                             | 5              | -              | -              | -              | -              | 26             | -              | -              | 8              | -              | -              | -              |
| 1989               | "Not at All"                                                                            | 50             | -              | -              | -              | -              | -              | -              | -              | -              | -              | -              | -              |
| 1989               | "Little Dreamer"                                                                        | 76             | -              | -              | -              | -              | -              | -              | -              | -              | -              | -              | -              |
| 1990               | "The Anniversary Waltz - Part One"                                                      | 2              | 12             | 4              | 10             | 9              | 17             | 13             | 8              | 3              | -              | -              | 27             |
| 1990               | "The Anniversary Waltz - Part Two"                                                      | 16             | -              | 66             | 32             | -              | -              | 33             | 23             | 14             | -              | -              | -              |
| 1991               | "Can't Give You More"                                                                   | 37             | -              | -              | 34             | -              | -              | -              | -              | -              | -              | -              | -              |
| 1992               | "Rock 'til You Drop"                                                                    | 38             | -              | -              | -              | -              | -              | -              | -              | -              | -              | -              | -              |
| 1992               | "Roadhouse Medley (Anniversary Waltz - Part 25) "                                       | 21             | -              | -              | -              | -              | -              | -              | -              | 27             | -              | -              | -              |
| 1993               | "Fakin' the Blues"                                                                      | vydání zrušeno | vydání zrušeno | vydání zrušeno | vydání zrušeno | vydání zrušeno | vydání zrušeno | vydání zrušeno | vydání zrušeno | vydání zrušeno | vydání zrušeno | vydání zrušeno | vydání zrušeno |
| 1994               | "Come on You Reds" (Released as Manchester United FC with Status Quo)                   | 1              | -              | -              | -              | -              | -              | -              | -              | -              | -              | -              | -              |
| 1994               | "I Didn't Mean It"                                                                      | 21             | -              | -              | 21             | -              | -              | -              | -              | 23             | -              | -              | -              |
| 1994               | "Sherri, Don't Fail Me Now!"                                                            | 38             | -              | -              | -              | -              | -              | -              | -              | -              | -              | -              | -              |
| 1994               | "Restless"                                                                              | 39             | -              | -              | -              | -              | -              | -              | -              | -              | -              | -              | -              |
| 1995               | "When You Walk in the Room"                                                             | 34             | -              | -              | -              | -              | -              | -              | -              | -              | -              | -              | -              |
| 1996               | "Fun Fun Fun" (Released as Status Quo with The Beach Boys)                              | 24             | -              | -              | -              | -              | 81             | -              | -              | -              | -              | -              | -              |
| 1996               | "Don't Stop"                                                                            | 35             | -              | -              | -              | -              | -              | -              | -              | -              | -              | -              | -              |
| 1996               | "All Around My Hat" (Released as Status Quo and Maddy Prior from Steeleye Span)         | 47             | -              | -              | -              | -              | -              | -              | -              | -              | -              | -              | -              |
| 1999               | "The Way It Goes"                                                                       | 39             | -              | 62             | -              | -              | -              | -              | -              | -              | -              | -              | -              |
| 1999               | "Little White Lies"                                                                     | 47             | -              | 73             | -              | -              | -              | -              | -              | -              | -              | -              | -              |
| 1999               | "Twenty Wild Horses"                                                                    | 53             | -              | 96             | -              | -              | -              | -              | -              | -              | -              | -              | -              |
| 2001               | "Mony Mony"                                                                             | 48             | -              | -              | -              | -              | -              | -              | -              | -              | -              | -              | -              |
| 2001               | "Old Time Rock and Roll"                                                                | 76             | -              | -              | -              | -              | -              | -              | 4              | -              | -              | -              | -              |
| 2002               | "Jam Side Down"                                                                         | 17             | -              | -              | -              | -              | -              | -              | -              | -              | -              | -              | -              |
| 2002               | "All Stand Up (Never Say Never)"                                                        | 51             | -              | -              | -              | -              | -              | -              | -              | -              | -              | -              | -              |
| 2004               | "You'll Come 'Round"                                                                    | 14             | -              | -              | -              | -              | -              | -              | -              | -              | -              | -              | -              |
| 2004               | "Thinking of You"                                                                       | 21             | -              | -              | -              | -              | -              | -              | -              | -              | -              | -              | -              |
| 2005               | "The Party Ain't Over Yet"                                                              | 11             | -              | -              | -              | -              | 90             | -              | -              | -              | -              | -              | -              |
| 2005               | "All That Counts is Love"                                                               | 29             | -              | -              | -              | -              | -              | -              | -              | -              | -              | -              | -              |
| 2007               | "Beginning of the End"                                                                  | 48             | -              | -              | -              | -              | -              | -              | -              | -              | -              | -              | -              |
| 2008               | "It's Christmas Time"                                                                   | 40             | -              | -              | -              | -              | -              | -              | -              | -              | -              | -              | -              |
| 2008               | "Jump That Rock (Whatever You Want)" (Released as Scooter Vs. Status Quo)               | 57             | 79             | 91             | -              | 19             | 11             | 12             | 18             | -              | -              | 50             | -              |
| 2010               | "In The Army Now (2010)" (Status Quo with The Corps Of Army Music Choir                 | 31             | -              | -              | -              | -              | -              | -              | -              | -              | -              | -              | -              |
| "—" neumístily se. |                                                                                         |                |                |                |                |                |                |                |                |                |                |                |                |